# Lugia
Lugia és una de les espècies que apareixen a la franquícia Pokémon. Es tracta d'un Pokémon llegendari, de tipus psíquic i volador. Va ser creat per Ken Sugimori i va aparèixer per primera vegada com un dels protagonistes de la pel·lícula Pokémon: The Movie 2000. Més endavant, Lugia es va convertir en la mascota del videojoc Pokémon Silver i la seva nova versió, Pokémon SoulSilver, en els quals va aparèixer tant a la caixa dels jocs com als jocs en si. També ha sortit a l'anime Pokémon, productes de marxandatge, videojocs derivats i adaptacions de la franquícia en format imprès, com ara Pokémon Adventures. Al videojoc Pokémon Go ha sigut el primer Pokémon llegendari en aparèixer, juntament amb Articuno; per aconseguir-lo, primer se l'ha de derrotar en una incursió de màxima dificultat i després intentar atrapar-lo amb PokéBall Màster.
En el món de Pokémon, Lugia té una relació propera amb el mar i l'aigua en general, a diferència de Ho-Oh, la mascota de Pokémon Gold i Pokémon HeartGold, que està associat al foc. Lugia té diversos poders psíquics, com ara telepatia, i pot volar, però també té poders relacionats amb l'aigua. El personatge de Lugia va tenir una recepció positiva entre els crítics.